# Ottmarsbocholt
Ottmarsbocholt ist ein Ortsteil der Gemeinde Senden im Kreis Coesfeld in Nordrhein-Westfalen.

## Lage

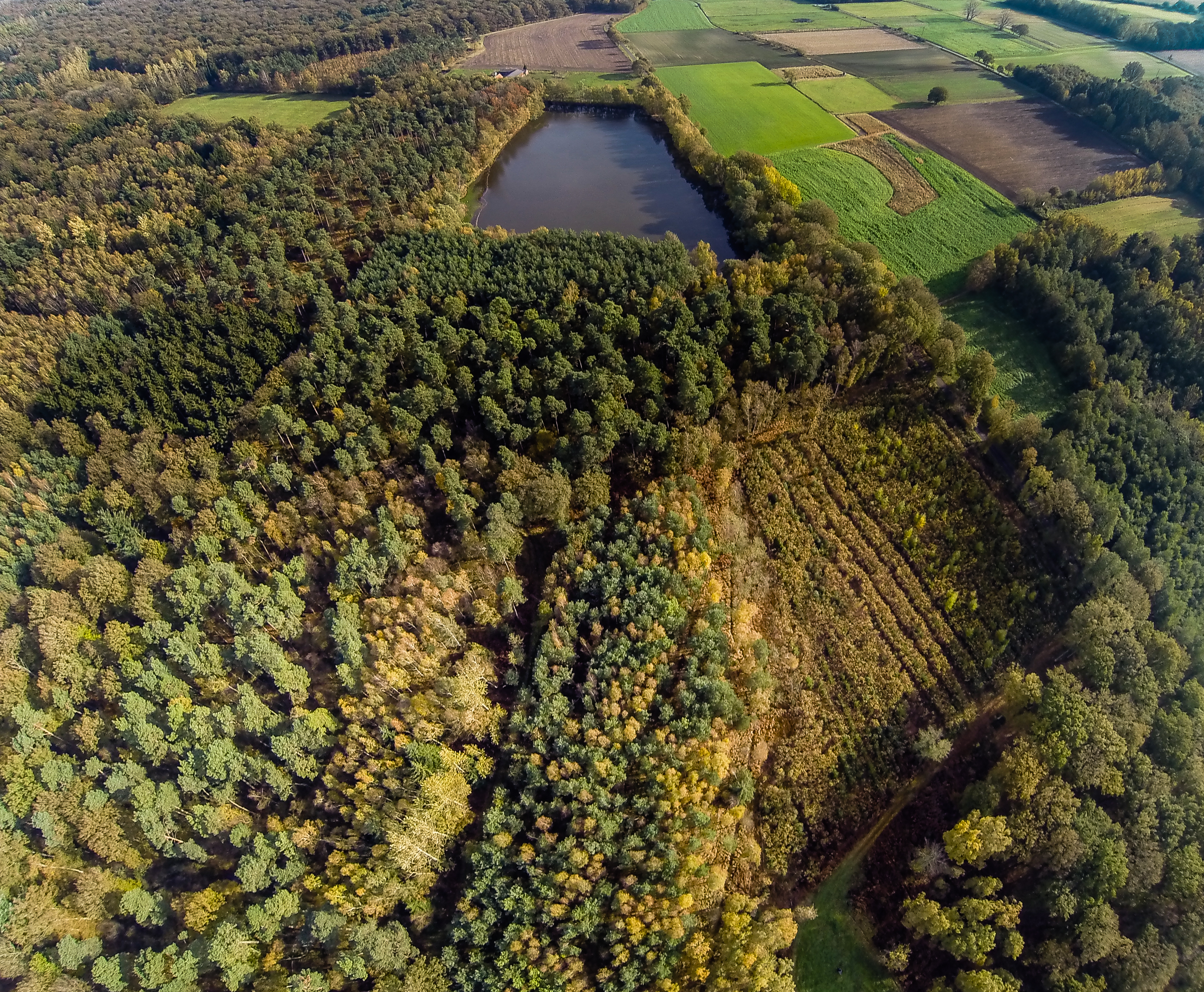
Östlicher Teil der Gemarkung Ottmarsbocholt, Wald mit Saalmanns Teich im Naturschutzgebiet Davert

Ottmarsbocholt liegt 18 km südwestlich von Münster am Rande der Davert, eines ausgedehnten Waldgebiets im zentralen Münsterland.

## Geschichte
Ottmarsbocholt wird um 980 erstmals in einem Heberegister der Abtei Werden an der Ruhr als Amarasbokholte urkundlich erwähnt. Das Kirchspiel Oetmersboecholte wurde 1188 in einem Güterverzeichnis der Grafen Heinrich von Dale aufgeführt. Die ehemals selbstständige Gemeinde wurde im Rahmen der kommunalen Neugliederung am 1. Januar 1975 in die Gemeinde Senden eingegliedert. Ortsbildprägende Gebäude sind die katholische Kirche St. Urban sowie die seit 1856 in der heutigen Form bestehende Kornwindmühle, die als Wahrzeichen des Ortes gilt.

## Regelmäßige Veranstaltungen
Jedes Jahr eine Woche vor dem Karnevalssonntag findet in Ottmarsbocholt der – nach dem in Münster – zweitgrößte Karnevalsumzug im Münsterland statt. Seit 1887 ist der Umzug ein fester Bestandteil des Dorflebens.

## Persönlichkeiten, die mit dem Ortsteil in Verbindung stehen
- Anna Walboem, * um 1549 in Ottmarsbocholt; † Januar 1630 in Davensberg, Opfer der Hexenverfolgung in Davensberg
- Carl Wilhelm Emil von Manger, Architekt und Diözesanbaumeister in Münster, * 12. Oktober 1824 in Ottmarsbocholt, † 23. März 1902 in Oelde
- Clemens Hagemann, katholischer Priester, * 9. März 1833 in Ottmarsbocholt, † 3. November 1892 Neisse/Schlesien, päpstlicher Ehrenkaplan (extea urbem), Pfarrer an der St.-Olafs-Kirche in Oslo, 1887–1892 Vize-Präfekt für Norwegen[5]
- Manfred Wennemer, ehemaliger Vorstandsvorsitzender von Continental, * 19. September 1947 in Ottmarsbocholt
- Wilm Weppelmann, Künstler, * 17. April 1957 in Lüdinghausen, † 5. November 2021 in Münster, aufgewachsen in Ottmarsbocholt[6]

## Verkehr
Ottmarsbocholt hat durch die Buslinie R41 (betrieben durch die Stadtwerke Münster) eine Direktverbindung nach Münster (Westf).

## Trivia
Der Ort wird von seinen Bewohnern auch „Otti-Botti“ genannt.